# Zygfryd Szołtysik
Zygfryd Ludwik Szołtysik, dit Zyga ou Mały, est un footballeur polonais né le 24 octobre 1942 à Sucha Góra (Pologne). 

## Biographie
Cet ailier  a joué 395 matches et marqué 91 buts avec le Górnik Zabrze. Il a joué une saison à Valenciennes.
Avec l'équipe nationale de Pologne, il a été Champion olympique en 1972 à Munich. 

## Carrière de joueur
- 1956-1961 : Zryw Chorzów  Pologne
- 1962-1974 : Górnik Zabrze  Pologne
- 1974-1975 : US Valenciennes Anzin  France
- 1975-1978 : Górnik Zabrze  Pologne
- 1978 : Falcons Toronto  Canada
- 1978-1984 : Concordia Knurów  Pologne
- 1986-1987 : Eintracht Hamm  Allemagne
- 1987-1990 : SVA Bochum Hovel  Allemagne

## Palmarès
- International polonais de 1963 à 1972 (46 sélections et 10 buts marqués)
- Champion olympique en 1972 avec la Pologne
- Champion de Pologne en 1963, 1964, 1965, 1966, 1967, 1971 et 1972 avec le Górnik Zabrze
- Vice-Champion de Pologne en 1969 et 1974 avec le Górnik Zabrze
- Vainqueur de la Coupe de Pologne en 1965, 1968, 1969, 1970, 1971 et 1972 avec le Górnik Zabrze
- Finaliste de la Coupe d'Europe des vainqueurs de coupe en 1970 avec le Górnik Zabrze
- Vice-champion de France D2 en 1975 avec l'US Valenciennes Anzin